# گلدیس اجومی
گلدیس اجومی (به انگلیسی: Gladys Ejomi) متولد ۲۶ ژوئن ۱۹۳۵ در کاکه، کامرون درگذشته در ۱۶ ژوئیه ۲۰۲۰ در دوالا کامرون او اولین پزشک زن دارای مدرک پزشکی کامرونی بود.

## زندگی‌نامه
اجومی در لیمبه، کامرون به دنیا آمد. او سومین دختر دکتر و خانم ای کی مارتین بود.
او در مدرسه ابتدایی بوآ و ویکتوریا (در حال حاضر لیمب) تحصیل کرد و در تحصیلات ابتدایی خود برجسته بود و یک سال قبل از همکلاسی‌هایش تحصیلات خود را به پایان رساند. او تحصیلات متوسطه خود را در مدرسه سنت آن در ایبادان، نیجریه طی نمود. تحصیلات فوق متوسطه خود را در کالج هنر، علم و فناوری نیجریه به پایان رساند. او سپس در سال ۱۹۶۲ مدرک کارشناسی ارشد خود را از کالج دانشگاه و بیمارستان کالج دانشگاه در ایبادان (لندن) دریافت کرد. گلادیس مارتین اولین پزشک زن کامرون بود.
او کارآموزی و اقامت خود را در زمینه پاتولوژی و روماتولوژی در انگلستان به پایان رساند. سپس در سال ۱۹۶۶ دیپلم بهداشت کودک و گواهی برنامه‌ریزی خانواده را از هیئت مدیره مشترک انگلستان و ولز دریافت کرد. او در سال ۱۹۷۱ مدرک پزشکی خود را در دانشگاه هاروارد به اتمام رساند.
او در سال ۱۹۷۱ قبل از بازگشت به کامرون در پایان همان سال به‌طور خلاصه در وزارت بهداشت در نیویورک، ایالات متحده کار کرد.
او در بوئا و بامندا تحصیل کرد.

## سوابق اجرائی
او به عنوان مشاور هیئت امنای بنیاد دانشگاه آفریقا خدمت کرد و کنفرانس‌هایی را برای ترویج فعالیت‌ها و دستاوردهای زنان در این کشور ترتیب داد.
او یک مدیر اجرایی در CUSS در یائونده بود.

## زندگی شخص
او یک پسر به جا مانده است که او هم پزشک است.

## جوایز
- او جایزه عالی وزیر را دریافت کرد.[نیازمند منبع]

## مرگ
- اجومی در ۱۶ ژوئیه ۲۰۲۰ در بیمارستان عمومی دوالا درگذشت.[۳][۵] جایزه‌ای به مناسبت بزرگداشت یاد او توسط انجمن زنان پزشک کامرون (CMWA) ایجاد شد و قرار است به پزشکان زن که در این زمینه برتر هستند اهدا شود.